# 波澜万丈
《波澜万丈》（：／）是韩国导演朴赞郁在2011年拍摄的一部片长33分钟的短片，1月27日在韩国上映。
这部电影仅用了10天创作，预算为133000美元，80名演职人员参与。电影完全用iPhone 4拍摄。是世界上第一部完全用iPhone拍摄的电影。影片讲述一个女萨满和一名渔夫之间的离奇遭遇。2011年，该片在第61届柏林电影节获得短片竞争单元大奖——最佳短片金熊奖。虽然被指出电影制作过程及投资情况（KT巨额资本做后盾）和普通的胶片电影并无太大区别等问题，但《波澜万丈》的获奖被认为将促进“数字技术成为电影制作的主要媒介”

## 演員陣容
- 李貞賢
- 吳光祿
- 李龍女
- 金煥熙